# Terranova Sappo Minulio

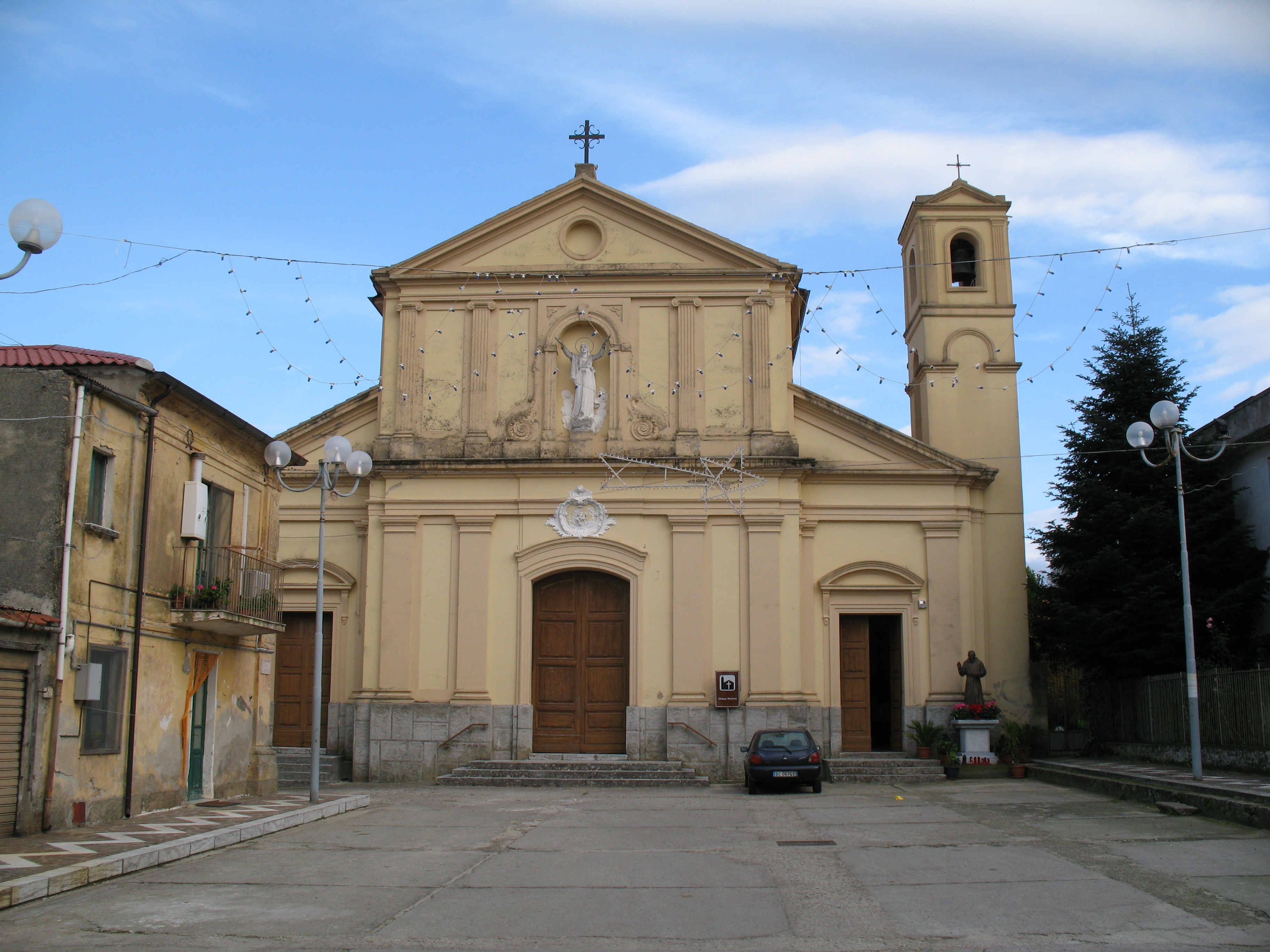
Església de Terranova Sappo Minulio

 Terranova Sappo Minulio  és un municipi italià de la Ciutat metropolitana de Reggio de Calàbria, a la regió de Calàbria. Situat a 80 km al sud-est de Catanzaro i a 35 km al nord-est de Reggio Calabria. L'extensió del seu terme és de 9 km² i la població en 2004 era de 556 habitants.